# Villa romana di Minori
La Villa Romana di Minori è il sito archeologico di una villa romana del I secolo d.C. situata nel comune di Minori, in Campania.
(Vittorio Sgarbi)

## Storia

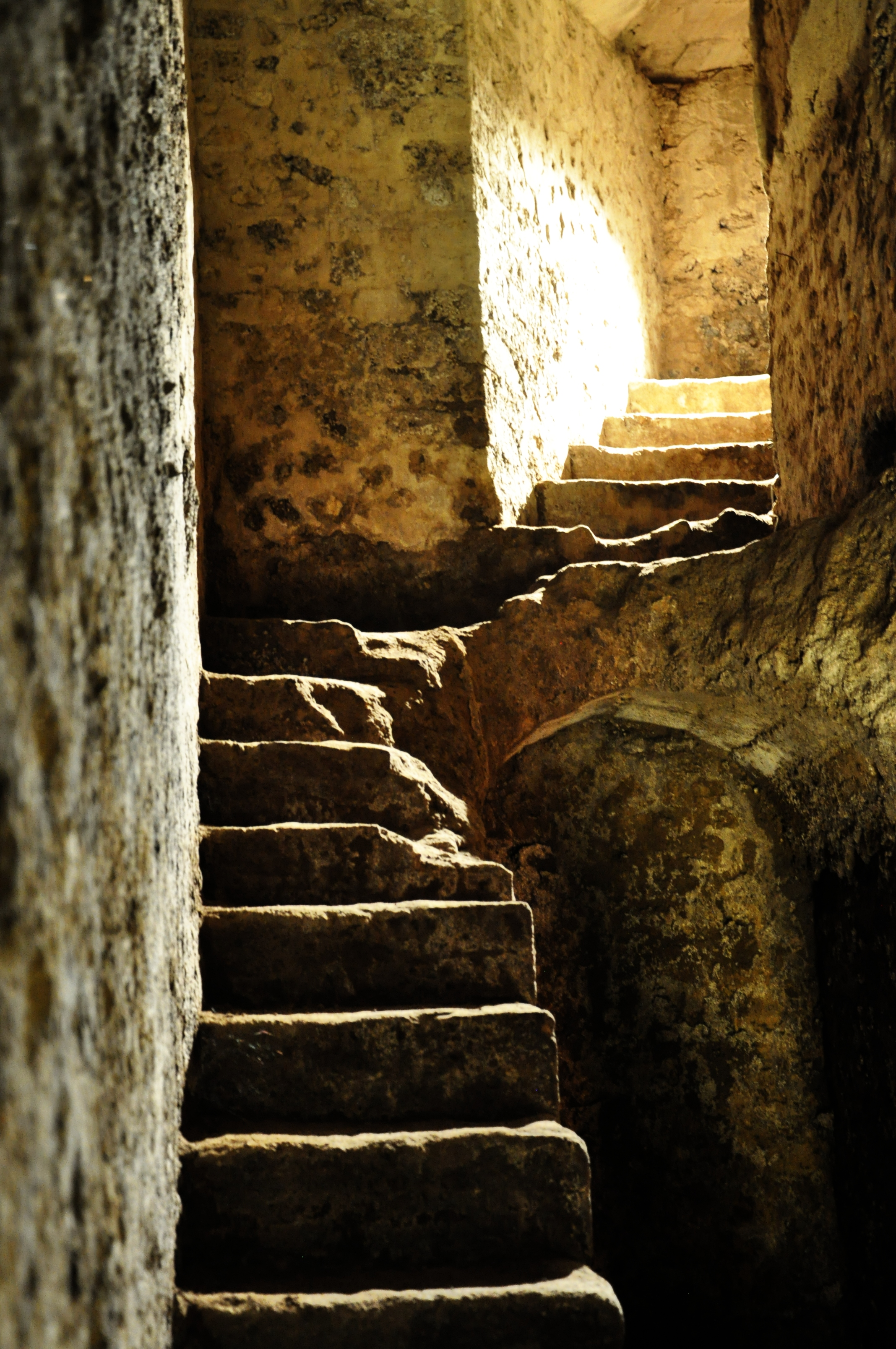
Rampa di scale all'interno della villa

La villa romana di Minori si trovava in una baia della costiera amalfitana, nel punto in cui il fiume Reginna Minor sfocia nel mare. Questo tratto di costa, ricca di insenature e porti naturali, era un luogo amato e frequentato dall'aristocrazia romana imperiale che vi ha costruito le proprie residenze, come testimoniano i ritrovamenti di Vietri sul Mare, Amalfi, Positano, e Li Galli.
Le prime notizie riguardo ad un edificio di epoca romana a Minori risalgono al 1874, quando si pubblicarono le prime informazioni relative alla scoperta delle terme romane.
Nel 1932 un crollo avvenuto durante la ristrutturazione di alcune case nell'area ha portato alla scoperta di una camera sotterranea, appartenente alla villa romana. Gli scavi iniziarono nel 1934, ma alcune zone sono venute alla luce solo nel 1950, in particolare in seguito all’alluvione del 26 ottobre 1954 quando la struttura fu sepolta nuovamente e solo successivamente fu riportata alla luce.
Nel 1956, mentre era in corso un cantiere per la costruzione dell'Hotel Santa Lucia, sono state scoperte nuove aree della villa decorate da dipinti che si conservano nel museo collegato alla villa. La struttura residenziale è visibile solo sul lato più vicino al mare, poiché molte parti dell'edificio sono stati riutilizzate come cantine da nuovi lotti abitativi sorti sul sito della villa.
A metà degli anni 1990 è iniziato il restauro dei mosaici che ornavano il triclinio.
La villa fu costruita attorno ad un "viridarium", giardini romani con una piscina centrale, circondata da un gruppo di edifici e triportico divisi in due gruppi simmetrici da una grande sala centrale.

## Il Sito Archeologico

### L'Antiquarium
Costruito negli anni ’60 del Novecento, ingloba i resti di una grande vasca per i pesci, che faceva parte del triclinio estivo e una sala con pavimento in pilastrini di terracotta, forse parte di un settore termale. Alle pareti sono esposti sette pannelli che rappresentano nella parte inferiore una pianta acquatica a foglie verdi e gialle, mentre nella parte superiore sono rappresentati le maschere classiche del teatro romano, oltre a prodotti dell’artigianato ceramico. In un riquadro è rappresentato il dio Mercurio e un medaglione con testa di Medusa in cattivo stato di conservazione.
Nelle vetrine espositive è conservato il materiale ceramico rinvenuto nelle diverse campagne di scavo: vasellame di uso comune come brocche, boccali, piatti. Di particolare interesse sono alcune lucerne che riportano il monogramma di Costantino, elemento che suggerisce una continuità della vita della villa in epoca cristiana. Il materiale ceramico rappresenta, infatti, uno degli elementi in grado di datare un sito archeologico, è proprio sulla base di questi elementi che gli storici sono stati in grado di affermare che la vita all’interno della villa non ha subito una drastica interruzione successiva alla caduta dell’Impero Romano d’Occidente, ma si sia protratta ben oltre tale avvenimento, fino al VII secolo, quando con il sorgere delle città medievali della Costa d’Amalfi, la villa è stata utilizzata per altri scopo, dopo essere stata definitivamente coperta da materiale alluvionale, portato a valle dalle piene del fiume Reginna Minor.
Il Museo conserva inoltre una vasta gamma di anfore distinguibili in due tipologie: i grandi dolii utilizzati per la conservazione in loco dei generi alimentari e le anfore dalla forma piriforme, dalle dimensioni più piccole e quindi facilmente trasportabili sulle imbarcazioni, per l’approvvigionamento di risorse non reperibili sul territorio.
Parte del materiale conservato non proviene della villa di Minori, ma rappresenta il risultato delle campagne di scavo degli altri siti della Costa d’Amalfi, oltre che dai diversi ritrovamenti subacquei effettuati tra Amalfi e Positano: resti di ancore e anfore commerciali, databili nel periodo compreso tra il VI sec. a. C. al VI sec. d. C. Proveniente da Scafati è il lararium, struttura a forma di nicchia per la preghiera ai numi tutelari della famiglia

### Scala d'accesso al piano inferiore
Costruito negli anni ’60 del Novecento, ingloba i resti di una grande vasca per i pesci, che faceva parte del triclinio estivo e una sala con pavimento in pilastrini di terracotta, forse parte di un settore termale. Alle pareti sono esposti sette pannelli che rappresentano nella parte inferiore una pianta acquatica a foglie verdi e gialle, mentre nella parte superiore sono rappresentati le maschere classiche del teatro romano, oltre a prodotti dell’artigianato ceramico. In un riquadro è rappresentato il dio Mercurio e un medaglione con testa di Medusa in cattivo stato di conservazione.

### Il Triportico e il Viridarium

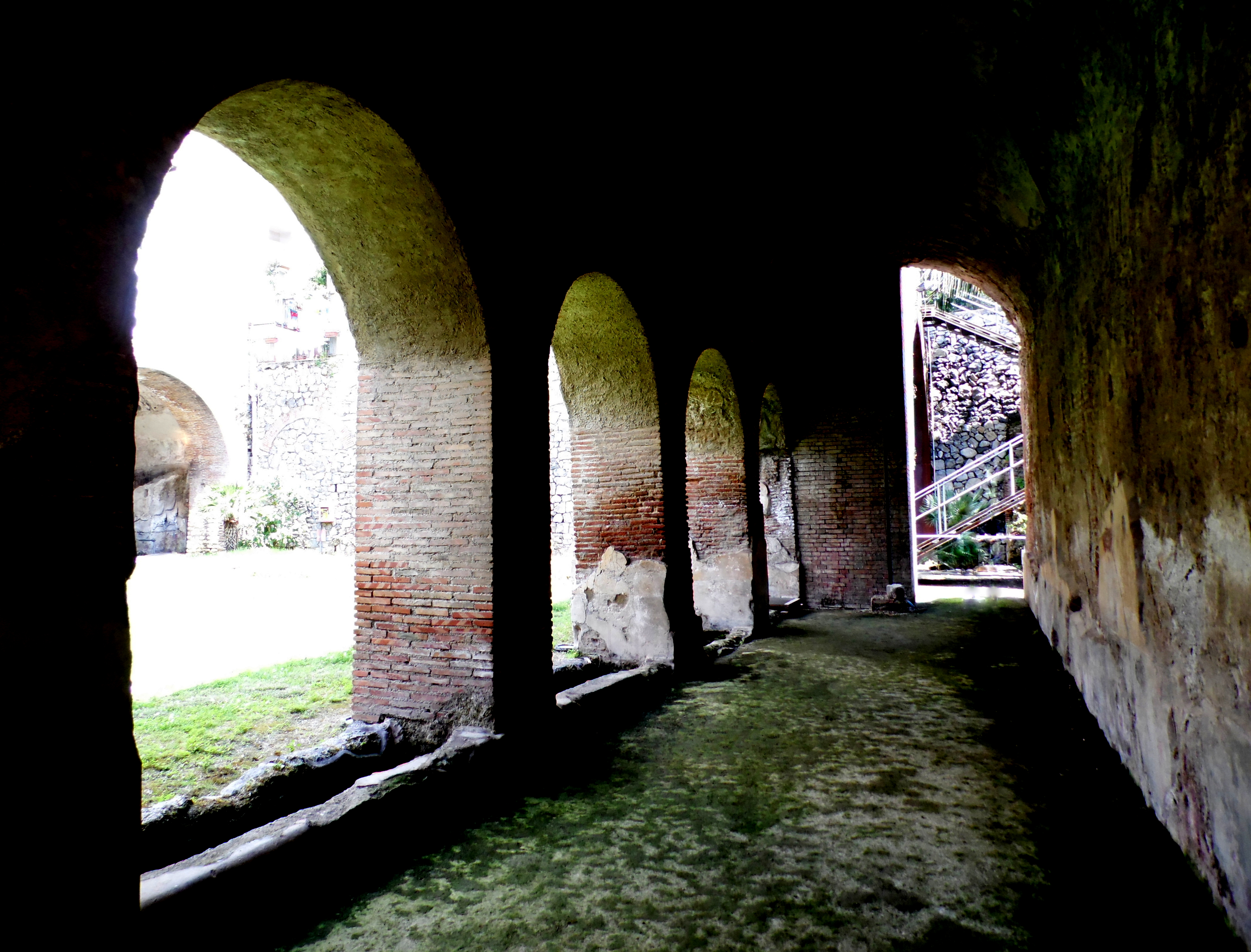
Portici della villa

Costruito negli anni ’60 del Novecento, ingloba i resti di una grande vasca per i pesci, che faceva parte del triclinio estivo e una sala con pavimento in pilastrini di terracotta, forse parte di un settore termale. Alle pareti sono esposti sette pannelli che rappresentano nella parte inferiore una pianta acquatica a foglie verdi e gialle, mentre nella parte superiore sono rappresentati le maschere classiche del teatro romano, oltre a prodotti dell’artigianato ceramico. In un riquadro è rappresentato il dio Mercurio e un medaglione con testa di Medusa in cattivo stato di conservazione.

### Le sale di rappresentanza
Dal triportico, attraversando il viridarium, si accede ai primi ambienti della villa, due camere che per la loro vicinanza al triclinio-ninfeo dovevano essere utilizzate come sale di rappresentanza, utili per la preparazione dei cibi da servire durante il banchetto o per soddisfare le diverse necessità del padrone di casa. Coperte con volta a botte, si differenziano da un terzo ambiente, caratterizzato da una copertura con volta a vela: una struttura in conci di pietra calcarea disposta ad anelli concentrici su una pianta rettangolare. Questo tipo di copertura si rese necessaria per ottenere la stessa quota rispetto al piano di copertura delle prime due sale. La volta a vela non rappresenta, infatti, un elemento tipico dell’architettura romana, che invece trovava maggiore diffusione in Oriente.

### Cubicola e Sala della Musica
Dalle sale di rappresentanza si accede ad altri ambienti di notevoli dimensioni. Di grande interesse è la sala della musica: il primo ambiente ad essere riportato alla luce nella campagna di scavo del 1932. È la sala più ampia della villa, chiamata così per gli affreschi conservati alle pareti, caratterizzate da un’apia zoccolatura rossa e nera, con uno spazio superiore ripartito da sottili ed eleganti pannelli, all’interno dei quali sono rappresentati elementi vegetali, medaglioni rappresentati figure mitologiche, oltre da decorazioni che riportano strumenti musicali. Considerate le dimensioni dell’ambiente è molto probabile che in origine fosse stata concepita per intrattenere gli ospiti della villa, attraverso rappresentazioni teatrali accompagnati da musici.
Procedendo oltre si attraversano stretti cunicoli privi di decorazione, utilizzati dalla servitù per evitare per accedere con maggiore facilità alle stanza destinate all’aristocrazia. Lungo il percorso si incontrano piccole rampe di scale, particolarmente anguste per permettere l’accesso ai piani superiori. Questi ambienti permettono inoltre di avere un’idea del funzionamento dei meccanismi per l’approvvigionamento dell’acqua, indispensabile per il settore termale e per i giochi d’acqua del triclinio-ninfeo. Superati questi ambienti si accede ad alcune sale di rappresentanza denominate.

### La Sala del Teatro
Posta alle spalle del settore termale, la Sala del Teatro presenta decorazioni pittoriche anch’esse riconducibili al III stile pompeiano. Tale decorazione può essere considerata nel suo insieme come un unico fregio, all’interno del quale sono rappresentate delle scene che caratterizzavano le rappresentazioni teatrali di età romana, oltre a presentare alcune delle principali maschere, prima fra tutte il volto di Medusa.

### Il Settore Termale
Il territorio di Minori è sempre stato caratterizzato da numerose sorgenti d’acqua, già nel I secolo d.C., i Romani erano riusciti ad elaborare riuscirono ad elaborare un complesso sistema di canalizzazioni in grado di deviare parte del corso del fiume Reginna Minor, che fino al 1954 scorreva a poche decine di metri dal sito archeologico, per creare un  suggestivo e articolato impianto termale. Preceduto  dall’apodyterium, lo spogliatoio o sala d’attesa, dotato anch’esso di mosaici e decorazioni in stucco, frutto dell’intervento di restauro del III sec d. C., rappresenta l’unico ambiente ad aver conservato tracce di un prezioso materiale come il marmo. Si accede poi al settore termale, costituito dal tepidarium, per il bagno con acqua tiepida, il calidarium, per il bagno caldo; manca il frigidarium che in realtà è rappresentato dalla piscina posta in origine al centro del viridarium. Le terme della Villa ricalcano il classico schema delle terme romane, con una doppia pavimentazione sostenuta da pilastrini in terracotta, che permettevano, attraverso l’accensione di fuochi, di riscaldare l’ambiente sovrastante.  Tutti gli ambienti della zona termale sono coperti con volta a botte e volta a tutto sesto. Della decorazione musiva del tepidarium si conservano la raffigurazione di un grande vaso con alti manici sopraelevati (kantharos) dal quale fuoriescono elementi vegetali.

### Il Triclinio-Ninfeo

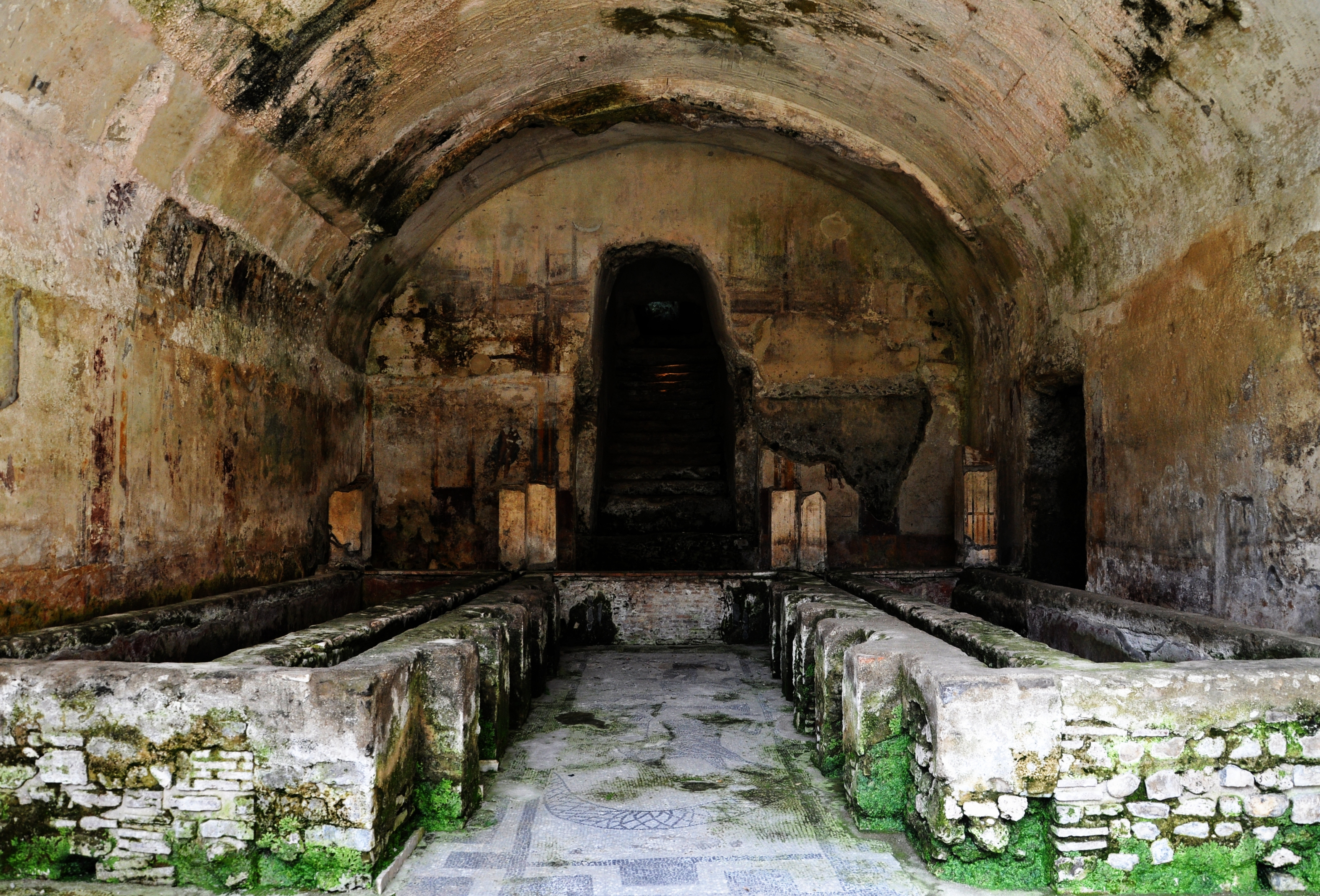
Il Triclinio-Ninfeo

Tutta la struttura si sviluppa simmetricamente attorno all’ambiente più importante della Villa: il triclinio – ninfeo, il cui ingresso è perpendicolare all’ingresso principale. Non può essere considerato un vero e proprio triclinio, perché conserva solo due letti triclinari, posti l’uno di fronte all’altro, poggianti su strutture in muratura riconducibili ai lavori del III secolo d.C.  Nella zona nord la sala del banchetto presenta una scalinata, originariamente in marmo dalla quale scorreva una piccola cascata, la cui acqua confluiva in due piccoli canali, dai quali i commensali potevano lavarsi le mani o espletare altre funzioni corporali. L’acqua successivamente defluiva verso la piscina attraverso un sistema di canalizzazione sotterraneo.
Recenti studi hanno evidenziato tre diversi interventi decorativi: i primi riconducibili al I sec., quindi poco successivi alla costruzione della villa, caratterizzati dalla realizzazione dell’affresco raffigurante scene di caccia, e alla decorazione in stucco della copertura, seguito da un intervento finalizzato a dare maggiore staticità all’intera struttura; e  il terzo di molto successivo, di età severiana, nel quale furono realizzate le strutture in muratura su cui poggiare i letti triclicari e l’installazione della decorazione musiva, anch’essa di particolare interesse.  Strutturato secondo un duplice schema rappresentativo, riporta nella zona nord una scena di caccia, in riferimento alla necessità di servire cacciagione durante il banchetto; nella zona sud, in corrispondenza dell’ingresso del triclinio sono rappresentati elementi tratti della mitologia e legati al mare, nello specifico delle nereidi (antiche divinità marine) che cavalcano un tiaso e altri animali marini.

## Amministrazione
Il sito è gestito dalla Soprintendenza Archeologia, belle arti e paesaggio per le province di Salerno e Avellin. Nell'anno 2015 la villa e l'antiquarium sono stati visitati da 23.247 visitatori. Nell'anno 2019 la villa ha registrato 27.498 visitatori, confermandosi come il secondo museo più visitato della Provincia di Salerno.